# Wyspa Man

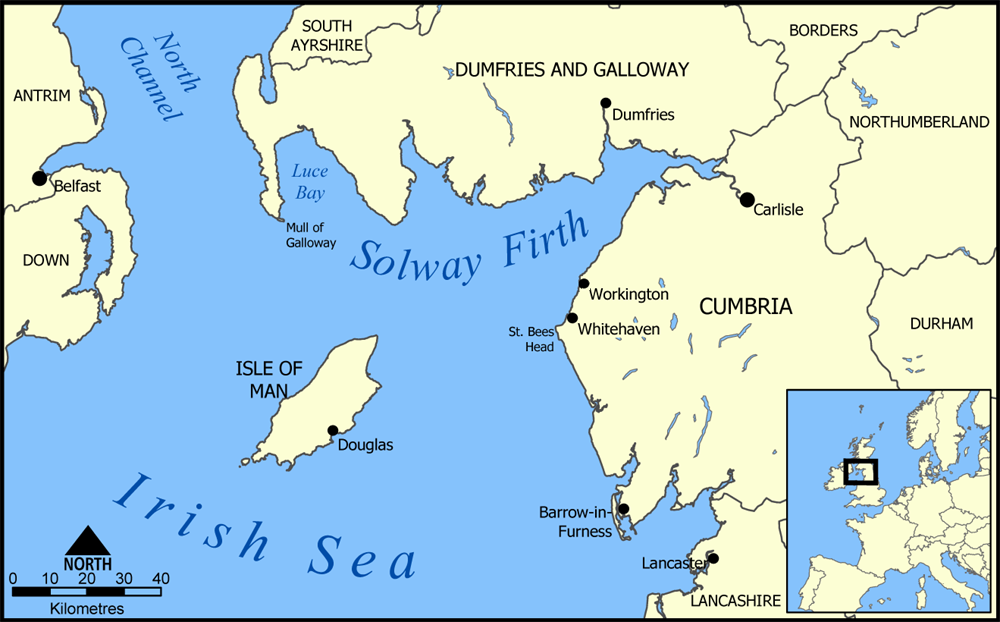
Wyspa Man i jej okolice

Mapa Wyspy Man

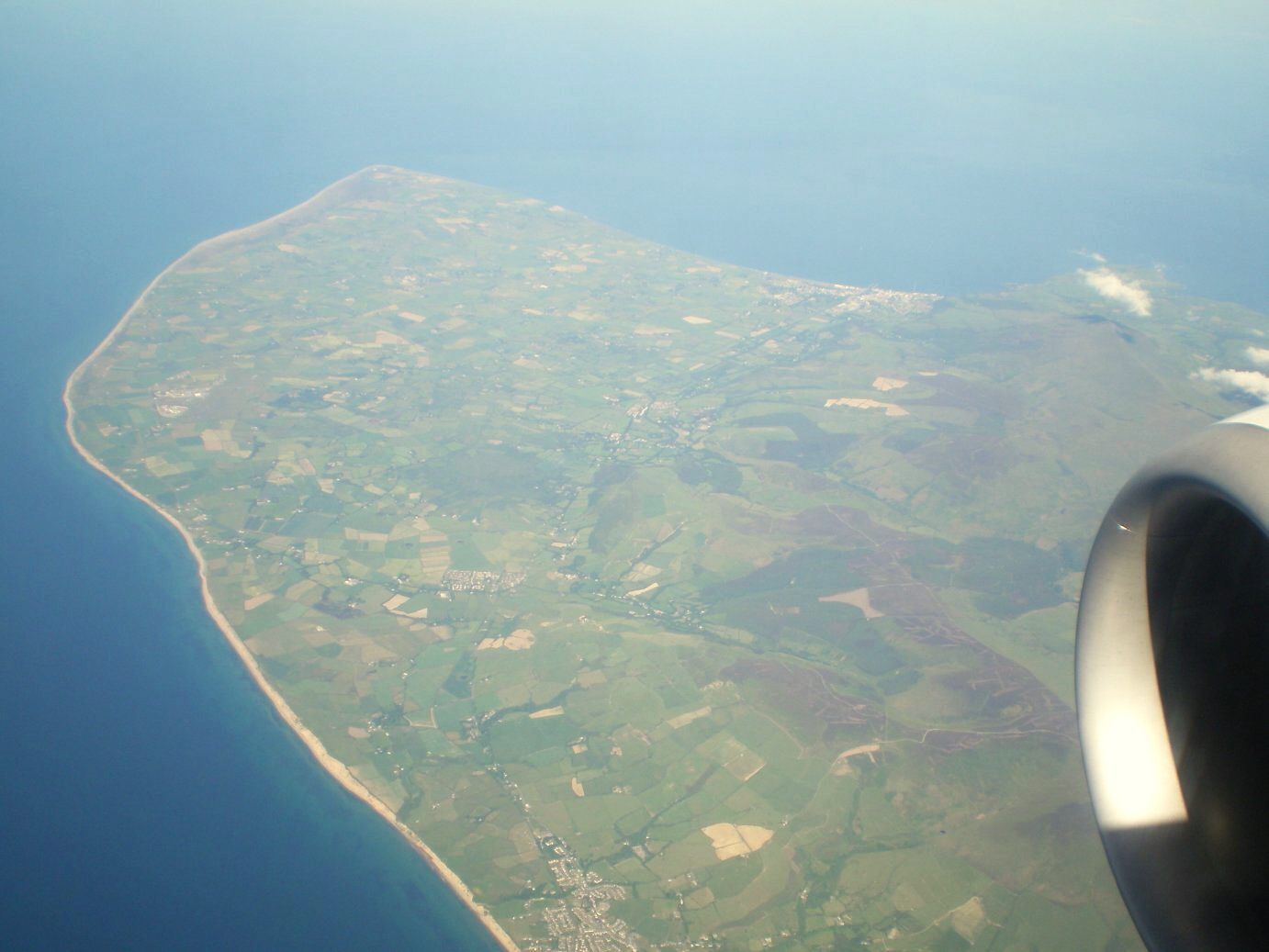
Północny fragment Wyspy Man (widać Ramsey) z lotu ptaka

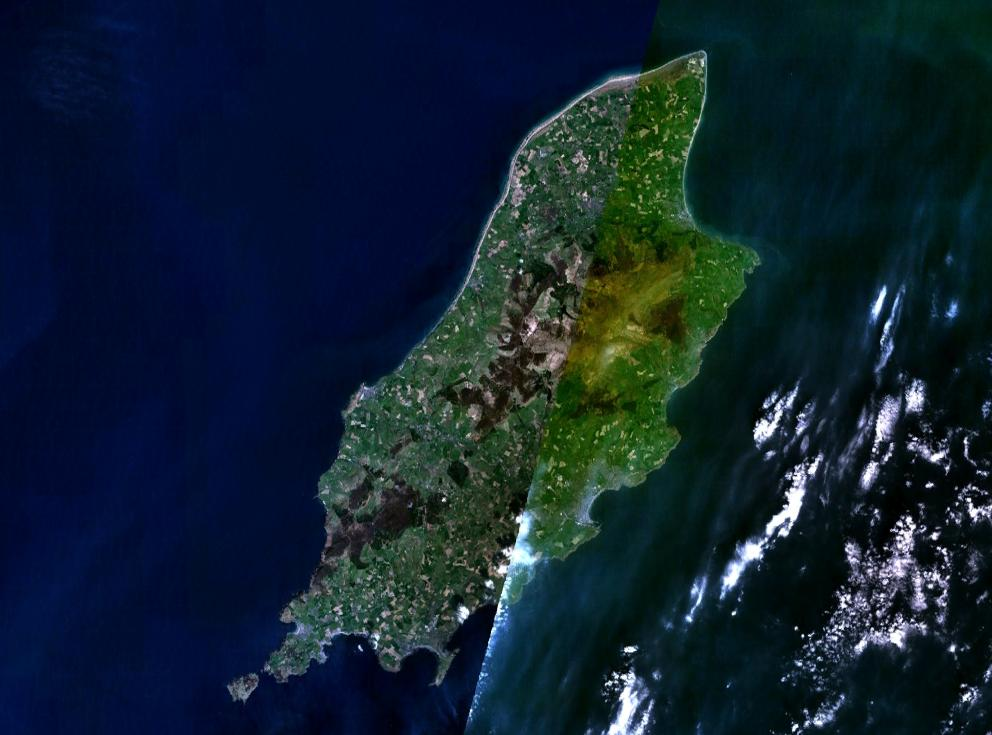
Widok wyspy z satelity

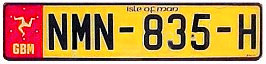
Tablice rejestracyjne na Wyspie Man

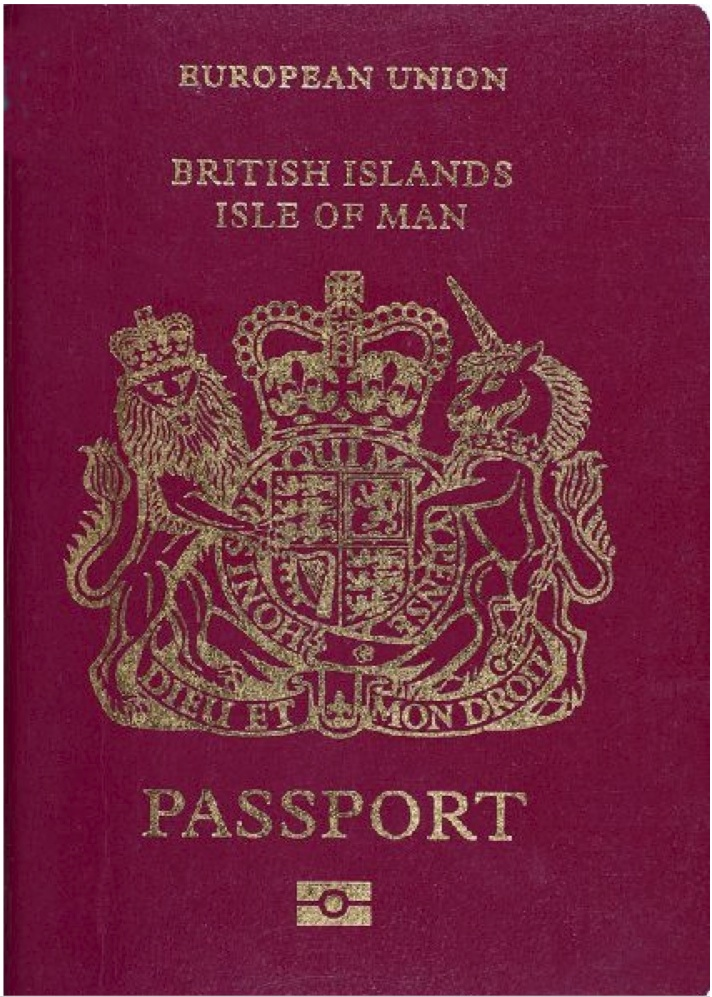
Okładka paszportu Wyspy Man (przed 2020)

Wyspa Man (ang. Isle of Man, manx Ellan Vannin, Mannin) – dependencja korony brytyjskiej znajdująca się na wyspie Man, należącej do archipelagu Wysp Brytyjskich i położonej na Morzu Irlandzkim między Wielką Brytanią a Irlandią. Jako terytorium nie jest prawnie częścią Zjednoczonego Królestwa Wielkiej Brytanii i Irlandii Północnej, nie była też częścią Unii Europejskiej przed Brexitem (obywatele Man nie mieli reprezentacji w unijnych procesach prawotwórczych, korzystać mogli jednak z części praw przyznanych na mocy obywatelstwa UE).

## Ustrój polityczny
Wyspa Man zachowała daleko idącą autonomię. Nie podlega ustawodawstwu brytyjskiemu i nie ma przedstawiciela w parlamencie brytyjskim. Jednak głową państwa jest monarcha brytyjski – noszący tytuł Lord of Mann – reprezentowany przez gubernatora porucznika (Lieutenant Governor), sprawującego swój urząd przez okres pięciu lat. Wielka Brytania odpowiada za politykę zagraniczną i obronność dependencji.
Wyspa Man ma własny parlament o dwóch izbach – Tynwald (Thingvöller), którego obrady są poświadczone od XIII wieku, a prawdopodobnie jest on jeszcze starszy. Rząd składa się z dziewięciu ministerstw, a na jego czele stoi Chief Minister, powoływany przez Tynwald na pięcioletnią kadencję. Wyspa posiada również własną flagę, godło, hymn, walutę (równoważną brytyjskiej), a od 1973 r. wydaje własne znaczki pocztowe.

## Geografia
Wyspa jest w większości wyżynna,  w części północnej znajdują się wzgórza, sięgające do wysokości 621 m n.p.m. (góra Snaefell). Wyspa posiada wybrzeże klifowe. W około 30% pokrywają ją wrzosowiska i krzewy.

### Klimat
Klimat na wyspie jest umiarkowany ciepły morski. Charakteryzuje się on stosunkowo niewielkimi różnicami temperatur. Najchłodniejszym miesiącem jest luty, ze średnią temperaturą 3,4 °C, najcieplejszymi – lipiec oraz sierpień, ze średnią temperaturą 12,4 °C. Rekordową temperaturą odnotowaną na wyspie było 29 °C. Zimą rzadko zdarzają się opady śniegu. Często pojawiają się mgły, w szczególności na południowym i wschodnim wybrzeżu. Średnia roczna ilość opadów na południowo-wschodnim wybrzeżu wynosi 863 mm, jednak zmienia się wraz z wysokością, osiągając ponad dwukrotnie większą wartość na najwyższym wzniesieniu wyspy.

## Populacja
W 2006 roku populacja Wyspy Man liczyła 80 058 osób, z czego 26 218 zamieszkiwało stolicę Douglas. 47,6% stanowiły osoby urodzone na wyspie, kolejne 37,2% w Anglii, 3,4% w Szkocji, 2,1% w Irlandii Północnej i niespełna 1,2% w Irlandii.
Rdzenną ludność wyspy stanowią celtyccy Mańczycy. Największy odsetek imigrantów tutaj osiedlających się lub pracujących w ostatnich latach stanowią: Polacy, Bułgarzy, Rumuni, Filipińczycy, Południowoafrykańczycy, Hindusi.
Religia (2010): anglikanie 72%, ateiści 15,4%, katolicy 11%, inni chrześcijanie 1,1%, inne religie 0,5%.

## Gospodarka
Przez wieki głównym źródłem dochodu mieszkańców wyspy było morze: żegluga, rybołówstwo, a także przemyt importowanych towarów – z pominięciem wysokich ceł – do Anglii. Po 1765 r. i przejęciu praw lordów Man przez Koronę Brytyjską nastąpił okres bezwzględnej walki z przemytnictwem i mieszkańcy wyspy musieli zwrócić swe zainteresowania ku innym dziedzinom gospodarki: rolnictwu, hodowli, przemysłowi wydobywczemu.

### Rybołówstwo
W połowie XIX w. na wyspie stacjonowało ok. 1100 kutrów i większych łodzi, na których łowiło ok. 7500 rybaków, z tego ok. 600 łodzi (3800 rybaków) z samej wyspy, a pozostali z Anglii i Irlandii. Łowiono głównie śledzie, które na miejscu solono i przerabiano (w 1860 r. ok. 40 tys. baryłek). Z tego ok. 25% przeznaczano na rynek wyspy, a pozostałą część wywożono do Anglii i Irlandii. Rybołówstwo pozostawało ważną dziedziną gospodarki wyspy aż do lat 80. XX w.

### Rolnictwo i hodowla
Wykorzystaniu rolniczemu podlega głównie północna, nizinna część wyspy, centralna dolina między Douglas i Peel oraz nizinne tereny wokół Castletown i Port St Mary. Na najlepszych glebach uprawiano od dawna ziemniaki, z braku odpowiedniej ilości nawozu zwierzęcego nawożąc pola glonami zbieranymi z plaż po sztormach. Poza tym siano tu pszenicę i fasolę. Na stokach wzgórz i na piaszczystych glebach w północnej części wyspy uprawiano owies i jęczmień. Hodowano bydło, konie, świnie, drób, a na wyższych pastwiskach wypasano owce. Do lat międzywojennych dość znaczne nadwyżki produkcji rolniczej (ziemniaki, zboża, masło, jaja) wywożono do Anglii, głównie na rynki Liverpoolu i Whitehaven. Obecnie obszar użytków rolniczych kurczy się, a produkcja nastawiona jest głównie na rynek wewnętrzny.

### Górnictwo i hutnictwo
Wyspa nie jest zbyt bogata w surowce mineralne, jednak górnictwo rud metali istniało tu już w czasach prehistorycznych. Jak świadczą znaleziska kamiennych narzędzi z Bradda Head, eksponowanych dziś w muzeum w Douglas, już ok. 1200 r. p.n.e. wydobywano tu miedź. O istnieniu nowożytnego górnictwa świadczą zapisy z XIII w., a z XIV-XV w. pochodzą znaleziska pozostałości pieców hutniczych do wytapiania ołowiu w rejonie Ronaldsway. W następnych wiekach wydobywano rudy ołowiu i miedzi w rejonie Alderley i Foxdale oraz rudę żelaza (hematyt) w rejonie Maughold Head. Szczyt rozwoju górnictwa przypadł na okres 1850–1890. W 1860 r. w Foxdale wyprodukowano 1950 ton ołowiu, a w Laxey na wschodnim wybrzeżu wyspy 3181 ton koncentratu cynku, 627 ton ołowiu i 320 ton miedzi. W 1870 r. ta druga kopalnia, która osiągnęła wówczas głębokość ponad 560 m i zatrudniała 500 pracowników, dawała ok. 20% brytyjskiej produkcji cynku oraz ołów z domieszką srebra. Pamiątką po tamtych czasach jest w Laxey „Lady Isabell” – największe zachowane do naszych czasów koło wodne, zbudowane w 1854 r. do napędzania pomp odwadniających kopalnię. Złoża rud na wyspie zaczęły wyczerpywać się pod koniec XIX w. Większość zakładów zakończyła eksploatację na początku następnego stulecia, a kopalnię w Laxey zamknięto ostatecznie w roku 1929. Ogólnie na terenie wyspy istniało ok. 200 większych i mniejszych kopalń liczących łącznie ponad 200 szybów. Poza tym w różnych okresach eksploatowno na terenie wyspy m.in. gliniaste łupki, piaskowiec jako kamień budowlany, a nawet niewielkie ilości czarnego marmuru (w Castletown) i granitu.

### Stan gospodarki
W 2016 roku dochód brutto na głowę mieszkańca wyspy wynosił  82 650 dolarów amerykańskich.
Dziedzinami gospodarki przynoszącymi największą część dochodu wyspy są ubezpieczenia oraz zakłady i gry hazardowe on-line (po 17% PKB), a w drugiej kolejności teleinformatyka i bankowość (po 9% PKB). Wszystkie te dziedziny korzystają ze specyficznego statusu prawnego wyspy. Przemysł (precyzyjny, lotniczy, elektroniczny, włókienniczy, pamiątkarski, przetwórstwo spożywcze, używki) daje 5% PKB. Znaczącą pozycję mają usługi, w tym związane z medycyną i ochroną zdrowia. Rybołówstwo, rolnictwo, hodowla, a nawet istotne jeszcze pod koniec XX w. usługi związane z obsługą ruchu turystycznego (w roku 1992 wyspę Man odwiedziło 302 tysiące osób) wnoszą już tylko mało znaczące cząstki dochodu wyspy.
W 2016 r. liczba zatrudnionych na wyspie wynosiła 41 636, a bezrobocie ok. 1%.
Wyspa emituje własne banknoty, monety i znaczki pocztowe.

## Transport
Na wyspę Man można dostać się drogą powietrzną lub morską. Lotnisko Ronaldsway Airport znajduje się w południowo-wschodniej części wyspy, blisko Derbyhaven. Samoloty bezpośrednio na wyspę latają z licznych portów lotniczych w Wielkiej Brytanii i Irlandii oraz Guernsey. Główny port morski leży w obrębie stolicy Douglas. Promy na wyspę wypływają z Wielkiej Brytanii i Irlandii. Przewoźnik promowy, obsługujący te przeprawy, należy do najstarszych w Europie.
Poza miejscowościami na drogach nie ma ograniczenia prędkości. Z tego powodu telewizja BBC nagrywa program Top Gear na wyspie Man.

## Historia
Wyspa była zasiedlona przez człowieka już w czasach prehistorycznych. Najstarsze narzędzia krzemienne, znalezione na wyspie, pochodzą ze środkowej epoki kamiennej (8-5 tys. lat p.n.e.). Z okresu neolitu pochodzą znaleziska, świadczące o tym, że ówcześni mieszkańcy zajmowali się już rolnictwem i hodowlą, a także kamienne kręgi, licznie spotykane na półwyspie Maughold w północno-wschodniej części wyspy. Przypuszczalnie ok. 200 r. p.n.e. zasiedlili wyspę Celtowie. Pozostały po nich liczne znaleziska w postaci ruin fortalicji, wyrobów z żelaza itp. W V i VI wieku została schrystianizowana przez mnichów irlandzkich, jednak elementy pogańskie były żywe jeszcze długo i dopiero ok. połowy VII w. tradycyjne kamienie nagrobne zostały zastąpione przez krzyże. Od IX wieku wyspa była najeżdżana przez Normanów, a z czasem stała się ich siedzibą. Normanowie założyli parlament wyspy Man (Tynwald) i wprowadzili wiele obowiązujących do dziś regulacji prawnych. Po językach romańskich pozostały w języku manx niewielkie ślady.
W 1079 roku utworzone zostało normańskie Królestwo Mann i Wysp, które istniało aż do czasu podboju Man przez Szkocję w roku 1266. Cały czas pretensję do wyspy zgłaszali królowie Anglii; ostatecznie protektorat nad wyspą objęli w 1333 roku. W 1703 roku władze brytyjskie wydały Act of Settlement, który gwarantował prawa mieszkańców i był początkiem znoszenia ustroju feudalnego. W 1765 roku władze brytyjskie kupiły od księcia Atholl suwerenność wyspy za 70 tysięcy funtów i roczną pensję, a w roku 1828 uregulowano jej status jako dependencji korony brytyjskiej. W 1866 roku zwiększono uprawnienia parlamentu lokalnego, a w 1881 roku przyznano prawa wyborcze kobietom.
Do połowy XIX wieku celtycki język manx był w powszechnym użyciu.
Od 1907 roku na wyspie Man organizowane są wyścigi Isle of Man TT – uliczne wyścigi motocyklowe zaliczane do jednych z najbardziej widowiskowych i niebezpiecznych imprez tego typu na świecie. Wyspa jest jedynym terytorium brytyjskim, na którym nie obowiązuje ograniczenie prędkości – jedyne ograniczenia są lokalne i dotyczą terenów zamieszkanych.

## Władcy wyspy Man
Królowie wyspy Man
- Sionnain ?-650
- Gofraid mac Fergusa 836-853
- Tryggvi 870-880
- Asbjorn Skerjablesi 880-899
- Gibhleachan 921-937
- Mac Ragnall 937-942
- Magnus I 972-978
- Godfred II 978-989
- Harald I 989-999
- Godfred III 999-1000
- Ragnald I Godfredson 1000-1005
- Kenneth Godfredson 1005-1014
- Swein Kennethson 1014-1034
- Harald II Czarny 1034-1052
- Echmarcach mac Ragnaill 1052-1061
- Murchaid mac Diarmait 1061-1070
- Fingal Gofredson 1070-1079
- Godfred IV Crovan 1079-1095
- Lagmann mac Gofraid 1095-1099
- Magnus III Bosy 1099-1102, król Norwegii
- Lagmann mac Gofraid 1102
- Sigurd I Krzyżowiec 1102-1103, król Norwegii
- Langman 1103-1104
- Domnall mac Teige 1114-1115
- Murchadh O'Brian 1115-1137
- Olaf I Czerwony 1137-1153
- Ragnald II 1153-1154
- Godfred V Czarny 1154-1158
- Somerled 1158-1164
- Godfred V Czarny 1164
- Ragnald III 1164
- Godfred V Czarny (ponownie) 1164-1187
- Ragnald IV 1187-1229
- Olaf II Czarny 1229-1237
- Harald I 1237-1248
- Ragnald V 1248-1249
- Harald II 1249-1250
- Ivarr 1250-1252
- Magnus 1252-1265

Rządy szkockie 1265-1275
- Godfred VI Magnuson 1275

Rządy szkockie 1275-1290
Rządy angielskie 1290-1293
Rządy szkockie 1293-1296
Rządy angielskie 1296-1313
Rządy szkockie 1313
Okres sporny między Szkocją i Anglią o dominację nad wyspą 1313-1333
W 1333 król Anglii, Edward III, podporządkował sobie Wyspę Man, którą oddał w lenno rodzinie de Montacute.
- William I de Montacute 1333-1344
- William II de Montacute 1344-1392
- William Le Scrop 1392-1399
- Henry Percy 1399-1405
- John I Stanley 1405-1414
- John II Stanley 1414-1437
- Thomas I Stanley 1437-1459
- Thomas II Stanley 1459-1504

Lordowie Wyspy Man
- Thomas III Stanley 1504-1521
- Edward Stanley 1521-1572
- Henry Stanley 1572-1593
- Ferdinand Stanley 1593-1594

Rządy angielskie 1594-1610
- William I Stanley 1610-1612
- Elizabeth Stanley 1612-1627
- James I Stanley 1627-1651

Rządy angielskie 1651-1660
- Charles Stanley 1660-1672
- William II Stanley 1672-1702
- James II Stanley 1702-1736
- James Murray 1736-1764
- John Murray 1764-1765

W 1765 tytuł Lorda Wyspy Man został sprzedany królowi Zjednoczonego Królestwa. Na terytorium wyspy władzę przejął, reprezentujący monarchę, gubernator porucznik.

## Zabytki
- Cashtal yn Ard